# نیروگاه تلمبه ذخیره‌ای ژیان یو
نیروگاه تلمبه ذخیره‌ای ژیان یو (به لاتین: Xianyou Pumped Storage Power Station) یک نیروگاه ذخیره تلمبه‌ای در چین است که در Xianyou County, Putian, Fujian Province واقع شده‌است.